# Patxi Alonso
Patxi Alonso López (Bilbao, 19 de agosto de 1963) es un periodista y presentador de televisión español.

## Trayectoria profesional
Muy vinculado desde sus inicios profesionales a la información deportiva, se puso delante de un micrófono por primera vez en la Cadena SER con tan solo 19 años. Más tarde pasó a Radio Euskadi como redactor jefe de la sección de deportes. Desde ese puesto tuvo la responsabilidad de realizar la cobertura informativa de la Copa Mundial de Fútbol de 1990 y de los Juegos Olímpicos de Atlanta 1996.
Poco después dio el salto a la televisión, incorporándose a la cadena pública vasca ETB2. Allí presentó el concurso Estrellas en juego y se encargó de la sección de deportes del informativo Teleberri del mediodía que José María Calleja presentaba. Después, junto con Anne Igartiburu, presentó el concurso La gran oportunidad.
En 1996 fue contratado por la cadena privada de ámbito estatal Telecinco, en la que presentó otro concurso: El club de los listillos. En la siguiente temporada (1996-1997), colaboró con Ramón García y Ana Obregón en el popular programa de Televisión Española (TVE) ¿Qué apostamos?, para regresar a Telecinco (1997-1998) con el magazine De domingo a domingo, junto a Belinda Washington. En los años siguientes seguirían colaboraciones en Todo en familia (1999) de TVE y Quédate conmigo (2000) de Telecinco, con Ely del Valle.
Entre 2003 y 2005 trabajó detrás de la cámara, dirigiendo las galas del reality show La isla de los famosos en Antena 3. En 2005 fue uno de los creadores de otro reality de aventuras, El conquistador del fin del mundo, en ETB2, del que además es productor ejecutivo.
Su regreso a ETB2 lo compaginó con la televisión local de Vocento en Bilbao, Bilbovisión, donde dirigió y presentó un espacio dedicado al Athletic Club acompañado de distintos periodistas que cubrían la actualidad del conjunto rojiblanco. Además, en 2006 se incorporó a La Sexta de nuevo vinculado a los deportes, donde presentó y dirigió Una noche mundial y también presentó los resúmenes de Sport Center y el espacio Minuto y resultado, donde se realizaba un seguimiento de los partidos de la liga de fútbol de primera división. Después formó parte de la plantilla de Marca TV, presentando Futboleros, y a finales de 2013 fue colaborador de Zapeando en La Sexta.
Desde el 13 de octubre de 2014 presenta el concurso de preguntas y respuestas Atrápame si puedes en ETB2, del que también es productor, labor que compagina con la de productor ejecutivo y presentador de El conquistador del fin del mundo en la misma cadena. También es director general de la productora Hostoil, filial de Globomedia en el País Vasco.